# Ignjat Đurđević

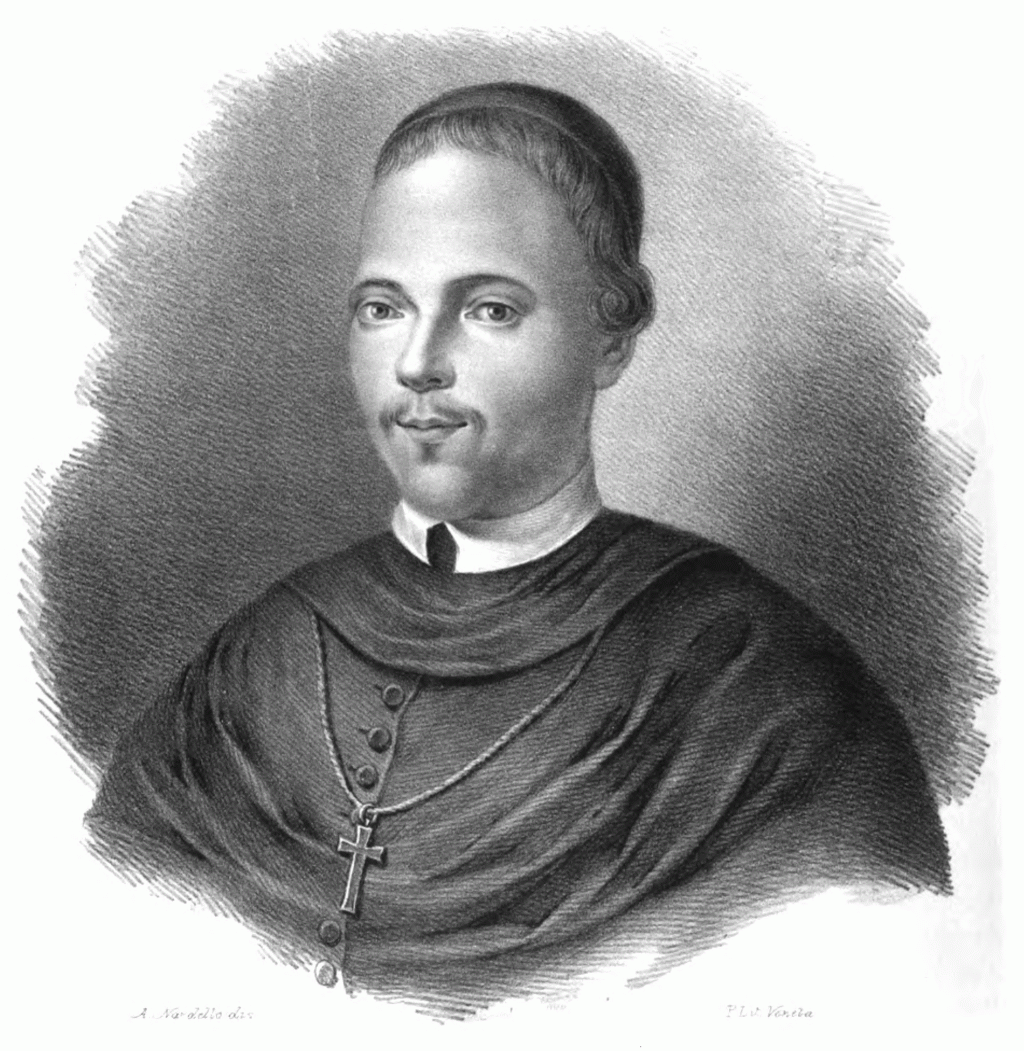
Ignjat Đurđević, Lithographie von Antonio Nardello (1841)

Ignjat Đurđević, auch Ignazio Giorgi (* Februar 1675 in Ragusa (heute Dubrovnik); † 21. Januar 1737 oder 22. Januar 1737 in Dubrovnik) war ein Dichter und Übersetzer, auch Benediktinermönch und Astronom.
Đurđević, aus adligem Geschlecht stammend, war ein dreisprachiger Dichter, er schrieb in lateinischer, italienischer und kroatischer Sprache.
Als Schriftsteller war Đurđević äußerst fruchtbar, seine Poesie vorwiegend didaktisch und religiös. Die vorzüglichsten seiner Dichtungen sind Uzdasi Mandaljene pokornic  (Seufzer der büßenden Magdalena, 1728), die Schilderung der Erlebnisse eines Mädchens im Strom der Welt, Saltjer slowinski (Slawischer Psalter, 1729) und das Scherzgedicht Marunko i Pavica, worin das Leben und Lieben zweier venezianischer Jünglinge humoristisch dargestellt wird. Seine Gedichte gab Ivan Mazuranié (Agram 1855) heraus.
Đurđević war Abt des Benediktinerklosters San Giacomo auf der Insel Mljet, vertrat in einem Streit seines Klosters mit der Republik Ragusa die Interessen des ersteren und wurde deshalb ausgewiesen, jedoch auf Ansuchen des Papstes wieder zurückberufen. Er verstarb am 21. oder 22. Januar 1737 in Dubrovnik.

## Werke
- Metaphrasis Illyrica psalmorum: sive saltjer Slovenki spjevan. Venedig, 1729.
- D[ivus] Paulus Apostolus in mari, quod nunc Venetus sinus dicitur, naufragus, et Melitae Dalmatensis insulae post naufragium hospes. Venedig, 1730.
- Milan Rešetar (Hrsg.): Djela Ińacija Gorgi (Igńata Đorđića). 2 Bde., Zagreb 1918–1926 (Stari pisci hrvatski 24-25); die erste Werkausgabe der Dichtungen (über diese Katalogseite auch Zugriff auf die digitalisierten Bände)
- Pjesni razlike. Zagreb: Konzor, 1997, ISBN 953-6317-38-9.
- Vojislav Djurić (Hrsg.): Homerum nunquam fuisse suspicio. Beograd: Naučno delo, 1968.
- Veljko Gortan; Nikola Šop (Hrsg.): Latinske pjesni razlike. Tekst prired. uvod napisao, i kazalo imena sastavio: Veljko Gortan. Odabrane pjesme preveo i bilješke napisao Nikola Šop. (Hrvatski latinisti; 4). Zagreb: Jugoslav. Akad. Znanosti i Umjetn., 1956.